# Aleksandar Iljin-Ženevski
Aleksandar Fjodorovič Iljin (Sankt Peterburg, 28. studenoga 1894. – Lenjingrad, 3. rujna 1941.), poznat kao Ženevski, bio je ruski šahovski majstor, pisac, vojnik, povjesničar i diplomat. Pridružio se boljševicima u gradu Ženevi pa je dobio nadimak Ženevski. Smatra se jednim od utemeljitelja sovjetske šahovske škole.
Godine 1925. dobio je partiju protiv Joséa Raúla Capablance, kao jedan od nekolicine igrača koji su ikada pobijedili Capablancu na turniru.

## Životopis
Ženevski je promovirao šah kao obrazovno sredstvo za razvoj taktičkog i strateškog razumijevanja tijekom vojne obuke, a unutar Sovjetskog Saveza bio je glavna osoba odgovorna za širenje ideje o šahu kao načinu poučavanja osnovne znanstvene misli. 
Sverusku šahovsku olimpijadu (retroaktivno priznatu kao prvo sovjetsko prvenstvo) 1920. i meč Mihail Botvinik – Salo Flohr 1933. organizirao je on. Bio je tri puta šahovski prvak Lenjingrada, 1925., 1926. i 1929.
Preminuo je u rujnu 1941. nakon što je Nacistička Njemačka bombardirala Lenjingrad.